# 卯辰山

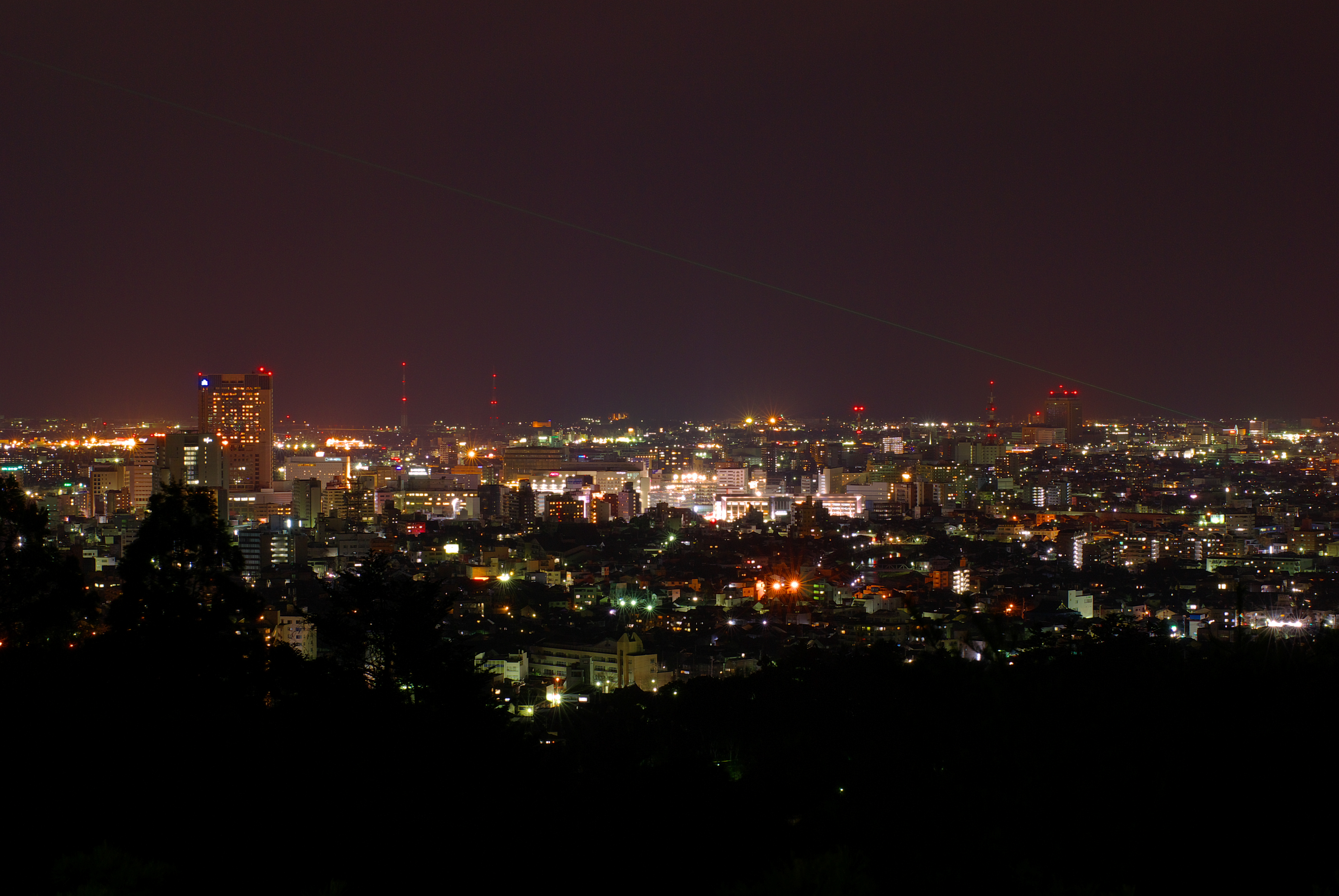
卯辰山より眺めた金沢の夜景（2007年3月）

卯辰山（うたつやま）は、石川県金沢市にある山である。金沢城から見て東（卯辰の方角）に位置することから名づけられたとの説があるが、卯辰の方角には位置していない。宇多須山（うたすやま）、向山（むかいやま）、夢香山（むこうやま）、臥竜山（がりゅうざん）、春日山（かすがやま）等多数の別名がある。卯辰山一帯は「卯辰山公園」として整備されている（日本の歴史公園100選）。

## 概要
山頂には国土地理院の二等三角点があり、この三角点は「金沢」と命名されている。
文化、文政年間には青木木米により春日窯が開かれ九谷焼の再興の先駈けとなった。金沢城を見下ろす位置にあることから、江戸時代を通じて庶民の登山が禁止されていたが、安政5年（1858年）に安政の泣き一揆と呼ばれることになる事件が発生し首謀者7人が死罪になっている。
江戸時代末期の慶応3年（1867年）、加賀前田家14代藩主前田慶寧は卯辰山への立ち入り禁止を改め、養生所・撫育所・工房・娯楽施設を設けるなど大規模な総合開発を行った。
1947年（昭和22年）、徳田秋声を顕彰する文学碑が室生犀星の揮毫、谷口吉郎の設計で山頂近くに置かれる。
1958年（昭和33年）、山頂付近に動物園、水族館を付属した娯楽施設「金沢ヘルスセンター」が開園し、1993年（平成5年）の閉園まで存続した（この施設についてはいしかわ動物園の項目を参照のこと）。
1960年（昭和35年）には県営卯辰山相撲場が開設され、翌年からは高等学校相撲金沢大会が開かれているほか、1981年（昭和56年）に石川県産業展示館3号館が完成するまでは、プロレス興行にも使用された。

## 公園、石碑、像など
- 泉鏡花句碑
- 蓮如上人像
- 花菖蒲園（ひょうたん池）
- 豊国神社 (金沢市)
- 津田米次郎像（絹力織機の発明者）
- 日蓮上人像
- 玉兎ヶ丘
- 殉職警察官の碑
- 望湖台
- 卯辰山公園花木園
- 徳田秋聲文学碑
- 長崎キリシタン殉教者碑
- 横空台
- 月見台
- 卯辰山運動場
- 殉難消防団員之碑
- 卯辰山相撲場
- 殉難豊川女子挺身隊員世界平和祈願像（殉難乙女の像）
- 卯辰山養生所跡 ‐ 14代加賀藩主・前田慶寧が1867（慶応3）年に造った医学研究所の跡地[4]。

## 卯辰山を舞台にした作品
- 泉鏡花『義血侠血』（新派劇「瀧の白糸」） - 主人公の二人が卯辰橋（原作では天神橋）で再会
- 伊集院静『白い声』 - 金沢とバルセロナを舞台に、卯辰山工芸工房でガラス工芸を学ぶヒロインと能登生まれの作家との恋愛小説
- 『滝の白糸』 - 石川さゆりが歌唱するシングル曲で、歌詞に「卯辰橋」が登場
- ラブライブ!シリーズ『ラブライブ!蓮ノ空女学院スクールアイドルクラブ』 - キービジュアルに卯辰山が登場する。